# Calocoris roseomaculatus
Calocoris roseomaculatus is een wants uit de familie van de blindwantsen (Miridae). De soort werd het eerst wetenschappelijk beschreven door Charles De Geer in 1773.

## Uiterlijk
De tamelijk ovaal gevormde, lichtgroene of groengele wants is macropteer en kan 6,5 tot 8 mm lang worden. Het lichaam is glanzend groen met kleine zwarte haartjes en heeft een rode of roodbruine tekening bestaande uit twee, in de lengte, evenwijdig aan elkaar lopende vlekken op de vleugels en op het driehoekige gebied langs het scutellum. Het scutellum zelf is gelig en heeft een donkere middenlijn. De pootjes zijn licht geelgoen gekleurd. De uiteinden van de dijen zijn rood of roodbruin en de achterschenen hebben zwarte stekels. De antennes zijn roodbruin gekleurd en het tweede segment is korter dan het derde en vierde segment samen. De kop is licht met twee donker roodbuine lijnen. Calocoris roseomaculatus lijkt soms op Closterotomus norwegicus, die ook rode vlekken kan hebben. De verhouding tussen lengte van de antennesegmenten is bij deze soorten echter verschillend.

## Leefwijze
De soort kent een enkele generatie per jaar en overwintert als eitje. De eitjes worden afgezet op klaversoorten zoals gewone rolklaver maar de volwassen dieren, die van mei tot september te vinden zijn, leven ook van sap uit bloemen en zaden van diverse andere plantensoorten in grazige weidegebieden.

## Leefgebied
De wants is in Nederland na 1980 zeldzamer geworden. Het verspreidingsgebied is Palearctisch van Zuid-Europa tot Noord-Afrika en het Midden Oosten: